# Kułaczyn
Kułaczyn (ukr. Кулачин) – południowo-wschodnia dzielnica Śniatyna, do 1978 odrębna wieś. Stanowi najdalej na wschód wysuniętą część miasta, ciągnącą się wzdłuż ulicy Szerokiej. 

## Historia
Wieś założona w XV wieku. 
W II Rzeczypospolitej, od 1934 roku, miejscowość należała do zbiorowej gminy wiejskiej Mikulińce w powiecie śniatyńskim województwa stanisławowskiego,  gdzie we wrześniu 1934 utworzyła gromadę. Gromada ta stanowiła eksklawę gminy Mikulińce, jako jedyna położona na wschód od miasta, przy samej granicy z Rumunią.
Stacjonowała tu placówka Straży Celnej „Kułaczyn”, a później placówka Straży Granicznej I linii „Kułaczyn”.
Po wojnie Kułaczyn wszedł w struktury ZSRR, gdzie w 1978 roku został włączony do Śniatyna. Dawną granicę Kułaczyna z Rumunią wyznacza obecnie granica obwodu iwanofrankiwskiego z obwodem czerniowieckim.